# Манефон
Манефо́н (др.-греч. Μανέθων; лат. Manetho) — древнеегипетский историк и жрец из города Себеннита в египетской Дельте, живший во времена правления в Египте эллинистической династии Птолемеев, в конце IV — первой половине III вв. до н. э.

## Имя
Имя «Манефон» является греческой формой древнеегипетского имени, однако споры по поводу настоящего имени древнего историка ведутся до сих пор. Чаще всего, считают, что египетская форма имени Манефона вероятно восходит, к древнеегипетскому прототипу «Мер-не-Джхути», что можно перевести как «Возлюбленный Тота». Есть и мнение, что имя Манефона восходит к «Любимый Нейт».

## Жизнь и деятельность
Хотя до наших дней не сохранилось многих сведений о жизни Манефона, предположительно, он жил и творил (по В. В. Струве) во времена Птолемея I Сотера (323, формально 305—283 до н. э.) и Птолемея II Филадельфа (285—246 до н. э.). Если же учитывать и упоминание о Манефоне в папирусном документе 240/241 до н. э., то он мог продолжать свою деятельность и в правление Птолемея III Евергета (246—222 до н. э.).
Хотя Манефон был египтянином и занимался египетской историей, писал он на чистом греческом языке. Манефону, помимо знаменитой «Истории Египта», приписывают следующие сочинения, также не дошедшие до нашего времени:
- «Священная книга» (Ιερόν Βιβλίον),
- «Эпитома (сокращение) по физике» (Φυσικών ἐπιτομή),
- «О празднествах» (Περί ἑορτών),
- «О древностях и благочестии» (Περί αρχαϊσμού και ευσεβείας),
- «О производстве кифи» (Περί κατασκευής κυφίων),
- «Против Геродота» (Τά πρός Ἡροδότου),

а также:
- «Древняя хроника» (Τὸ Παλαιὸν χρονικόν),
- «Книга Сотис» (Βίβλος Σώθεως),
- «Апотелесматика» (Ἀποτελεσματικά) — астрологическое сочинение в 6 книгах.

Вероятно, Манефон был жрецом (ἱερογραμμᾰτεύς) бога Ра в Гелиополе. Сохранились упоминания, что Манефон был одним из главных основателей и первых служителей культа Сераписа (синкретического эллинистического божества, соединявшего Осириса и Аписа).

## «История Египта»
Манефон является единственным известным нам древнеегипетским автором, составившим полноценный дошедший до нашего времени исторический труд по истории Древнего Египта — «Историю Египта» («Египтику», «Αἰγυπτιακά») в трёх книгах. Название «Египтика» означает в переводе «египетские», при этом имеются в виду «египетские события», «египетские дела».
Труд Манефона принято считать историческим в современном смысле слова (в отличие от более ранних исторических летописей Древнего Египта типа «Анналов Тутмоса III», которые не делали выводов или умозаключений, а всего лишь констатировали события), написанным по образцу «Истории» Геродота.
«История Египта», сохранившаяся только в цитатах других древних авторов — Иосифа Флавия, Секста Юлия Африкана, Евсевия Кесарийского, Иоанна Малалы, Иоанна Антиохийского, Георгия Синкелла и других, является весьма ценным источником для египтологов, на который часто ссылаются в вопросах корректировки хронологии правления фараонов. Имеются попытки объединения в рамках единого произведения всех известных цитат поздних авторов из Египтики.
В этом произведении впервые вся история Древнего Египта была разделена на периоды Древнего, Среднего и Нового царств (что соответствует 1-му, 2-му и 3-му томам «Истории Египта» Манефона). Хотя деление Манефоном истории Египта было весьма условным (так как он включал в каждый период по 10 династий фараонов без учёта конкретных исторических тенденций и реалий), но в слегка видоизменённом виде эта традиция сохранилась и до нашего времени. Кроме того, само понятие «древнеегипетская династия» было введено Манефоном для обозначения ряда правителей, правивших последовательно или состоявших в родстве.
Историю Египта Манефон начинает с Гефеста (Птаха) — первого бога и человека. Его потомками были Гелиос (Ра), Крон (Геб) и братья Осирис и Тифон (Сет). Им наследовал Гор. Потом правили полубоги, духи и смертные. Всех фараонов, начиная с Менеса, Манефон разделил на 30 династий. Этим делением египтологи пользуются и в настоящее время.
Современные исследователи не всегда доверяют источникам, цитирующим Манефона (в частности, о длительности правления гиксосов, в вопросах о деятельности Осарсифа и др.), однако всё же считается, что жрец-историк пользовался достоверными древнеегипетскими источниками из царских и храмовых архивов, в частности, царскими списками.
Английский египтолог Уильям Флиндерс Петри писал о труде Манефона:

«Это произведение являлось в его оригинальной форме в высшей степени авторитетным. Составленное при деятельном покровителе учености — Птолемее Филадельфосе — и вполне возможно для большой библиотеки, которую он создавал, и написанное египетским жрецом, который знал, как использовать все дошедшие до его дней документы, оно имеет сильнейшие внешние притязания на доверие. Мы знаем даже из фрагментов, доставшихся нашему времени, какими основательными и систематическими были египетские записи: хроника всех лет и правлений первых пяти династий не имеет себе равных ни в какой стране, и фрагмент её в Палермо показывает, какая в такую раннюю эпоху существовала систематическая запись; в то время как позднейший Туринский папирус XVIII династии, или до неё, давая протяженность правления каждого короля с суммированиями в интервалах, показывает, что та же самая склонность к точному исчислению сохранялась и в позднейшие времена. Именно тогда были созданы копии тех работ, на которые мог ссылаться Манефон при составлении своей истории для греческого мира».

## Манефон о евреях
Манефон упоминает, что после изгнания из Египта гиксосы закрепились в Иудее и основали Иерусалим. Кроме того, египетский царь Аменофис собрал прокажённых и выселил их в каменоломни к востоку от Нила, где они подпали под влияние гелиопольского жреца Осарсифа (имя от бога Осириса), который святотатствовал в Египте 13 лет, а после был изгнан из Египта вместе с прокажёнными и пришедшими ему на помощь жителями Иерусалима.. Обвинения Манефона повторяли Лисимах, Посидоний, Молон и другие греческие авторы. Хотя многие исследователи отрицают антисемитизм Манефона, полагая, что часть приписываемых ему антиеврейских текстов написана не им, рассматривающий подробно эту проблему Менахем Штерн сделал вывод, что «нет серьёзной причины отрицать авторство Манефона» а кроме того даже без спорных фрагментов анализ других текстов «обнаруживает его антисемитизм достаточно весомо». Антиковед Борис Тураев писал, что антиеврейски настроенные историки повторяли версию об изгнании «прокажённых».

## Наследие
Сведения о Манефоне и его сочинениях дошли до нас через посредство многих древних и средневековых литератур на разных языках (греческом, латинском, армянском, сирийском, арабском, древнерусском, грузинском и даже санскрите). Эти материалы достаточно подробно исследованы в отношении греческой и латинской традиции, и большей части армянской. Но до сих пор остаются совершенно не исследованными сведения о Манефоне других восточных христианских и мусульманских писателей.

### Античная традиция
Сочинения историка Манефона отразили в своих произведениях античные авторы, писавшие на греческом языке: Плутарх Херонейский (около 45—127), Птолемей Мендесский (конец I в. до н. э. — начало I в. н. э.), Апион Оасийский (род. около 30 до н. э.), Херемон Александрийский (I в.), Манефон астролог (I—II вв.), Порфирий (около 234—303), Ямвлих Халкидский (около 250—330), Диоген Лаэртский (1-я половина III в.), анонимный автор Баденского папируса 4.59 (V в. до н. э.).
Компиляциями из Манефона на греческом языке пользовались в своих трудах Эратосфен Киренский (III в. до н. э.), Иосиф Флавий (37 — после 100) и Клавдий Элиан (около 170 — после 222).
Также компиляцией со сведениями из Манефона пользовался Публий Корнелий Тацит (около 58—117), писавший на латинском языке.
Какая часть сведений о Древнем Египте в произведениях Гекатея Абдерского (IV—III вв. до н. э.), Диодора Сицилийского (около 90—21 до н. э.), Марка Терентия Варрона Реатинского (116—27 до н. э.), Гая Плиния Старшего (23—79) принадлежит к традиции Манефона — остается предметом дискуссий.

### Христианская греческо-латинская традиция
Позднее «Египтиаку» Манефона, через хронологические выборки из неё, использовали многие позднеантичные и средневековые летописцы для своих хронологий. Из них наиболее важны Секст Иулий Африкан (II—III вв.), Теофил Антиохийский (II в.), Евсебий Памфил Кесарейский (около 263—339), Иоанн Малала (около 491—578), Иоанн Антиохийский (VII в.), автор «Пасхальной хроники» (VII в.), Георгий Синкелл (VIII—IX вв.), Георгий Кедрин (конец XI — начало XII вв.) и другие, писавшие на греческом; Иероним Стридонский (около 342—420), автор «Excerpta Latina Barbari» (около VI в.) и другие — на латинском.

### На армянском языке
Моисей Хоренский (V в.), армянский переводчик хроники Евсебия (VI в.), Самуил Анийский (XI в.) и некоторые другие хронисты приводят свои выдержки из Манефона.

### На эфиопском языке
Иоанн Никийский (VII—VIII вв.) написал свою «Хронику» по-гречески, однако она сохранилась только в эфиопском переводе с арабского же перевода. Сведения из Манефона здесь близки выдержкам Иоанна Малалы и Иоанна Антиохийского.

### На сирийском языке
Илиа Насибинский (1008—1048), Михаил Сириец (1126—1199), Григорий Иоанн Баргебрей (1226—1286) и др. хронисты — на сирийском языке пользуются (кроме Африкана и Евсебия) третьей (!) хронологической канвой Манефона, восходящей к греческому хронисту Андронику (нач. VI в.).

### На грузинском языке
Имеются также древнегрузинские переводы греческих хроник (Иоанна Малалы, Георгия Амартола) с краткими выдержками из Манефона.

### Поздняя латинская традиция
В западноевропейских хрониках также содержатся сведения, восходящие к Манефону (через латинский перевод «Хроники» Евсебия Кесарейского, сделанный Иеронимом Стридонским). Краткие выдержки из Манефона на латинском языке разбросаны по сочинениям некоторых европейских писателей, например, в 1-й книге «Истории франков» Григория Турского (539—594) и др. Значительны выдержки из Манефона во «Всеобщей хронике» Эккехарда из Ауры (ум. в 1126). Его сведения затем использовал Альберт Штаденский (ум. в 1264) в своих «Штаденских анналах» (но из Манефона лишь частично). Наиболее полно передает сведения Манефона Иоанн Анний Витербский (лат. Joannes Annius Viterb(i)ensis) (1432—1502).

### На славянских языках
В древнерусских переводах поздних греческих хроник (Иоанна Малалы, Георгия Синкелла, Георгия Амартола и других), в русских хронографах, палеях и иных сочинениях имеются извлечения из Манефона. В этих, в основном изданных источниках, наиболее полные отрывки содержатся в хронике Иоанна Малалы (из 1-й книги «Египтики» Манефона).
В «Хронике всего света» Мартина Бельского (1494—1575) имеются выдержки из Манефона на польском языке.

### На арабском языке
Ранний арабский перевод Манефона (IX в.) следует в основном греческой традиции Евсебия (отражает 2-ю и 3-ю книги «Египтики») и пересказывается более чем десятком знаменитых восточных летописцев: Агапием Гиерапольским (ум. после 941), Якуби (ум. 897/905), Масуди (ум. 965), Бируни (973—1048), Якутом (1178—1229), Ибн ал-Асиром (ум. 1233), Макризи (1364—1442) и многими другими.

### На санскрите
Только астрологическая традиция о Манефоне — в переложении «Апотелесматики» (III или IV в.) сохранилась на санскрите.